# Improvisation VI (Africain)
Improvisation VI (Africain) est une peinture à l'huile sur toile (107 × 99,5 cm) réalisée en 1909 par le peintre Vassily Kandinsky. Il est conservé à la Galerie Lenbachhaus à Munich.

## Description
« Expressions, surtout inconscientes, pour la plupart expressions soudaines d'événements mentaux, et donc impressions de la nature intérieure. J'appelle ces peintures des improvisations ». La définition de Kandinsky, que l'on peut lire dans Le Spirituel dans l'Art, est très précise, et pourtant il est possible de retrouver des éléments figuratifs assez évidents dans cette œuvre. C'est peut-être pour cette raison que la peintre Gabriele Münter - la compagne du peintre ces dernières années - a donné au tableau le sous-titre « Africain ». L'adjectif fait également référence aux séjours effectués par le couple entre 1904 et 1905 à Tunis. L'exubérance des couleurs où dominent le jaune et le rouge peut en effet être comparée à la peinture Orientale, également de 1909.